# 뢸로 삼각형

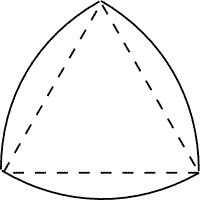
뢸로 삼각형

뢸로 삼각형은 삼각형 모양의 정폭도형으로 일반 다각형으로 확장해서 뢸로 다각형이라고 한다. 19세기 독일의 기계공학자 프란츠 뢸로의 이름에서 따왔다.
1. 정삼각형을 그린다.
2. 각 꼭짓점에서 다른 꼭짓점을 지나는 원호를 그린다.

뢸로 삼각형은 주어진 폭을 가진 도형 중에서 가장 면적이 작다. 폭이 {\displaystyle d}인 뢸로 삼각형의 면적은 {\displaystyle {1 \over 2}(\pi -{\sqrt {3}})d^{2}}로, 같은 폭(지름)을 가진 원 면적의 90%보다도 작다.
또한 뢸로 삼각형은 사각형 모양의 구멍을 뚫는 드릴과 기타피크에 이용된다.

폭이 {\displaystyle d}인 뢸로 삼각형의 둘레의 길이는 {\displaystyle d\pi }이다.